# 元亨 (隋)
元 亨（げん きょう、生没年不詳）は、西魏の皇族。北周・隋に仕えた。字は徳良。またの名を孝才。本貫は河南郡洛陽県。

## 経歴
北魏の馮翊王元季海と李稚華のあいだの子として生まれた。北魏の東西分裂に際して、父の元季海は長安にあって西魏についたが、元亨はわずか数歳で母の李稚華とともに洛陽にあった。高歓は元亨の父が西魏にいることを理由に、元亨を禁錮に処した。李稚華は一計を案じて、食糧が不足していることを口実に、滎陽に向かわせるよう願い出た。東魏の担当官は母子が西魏とは反対方向に向かうこともあり、疑うこともなく許可した。李稚華は洛陽を出ると、ひそかに李長寿と結び、元亨と甥8人に道なき道を行かせて、長安に到着させた。宇文泰は元亨に会うと喜んで、功臣の子として礼遇した。元亨は12歳で、斉王元廓に召されて交友した。大統末年、馮翊王の爵位を嗣いだ。通直散騎常侍に転じ、武衛将軍・勲州刺史を経て、平涼王に改封された。北周が建国されると、公に降封された。明帝・武帝のとき、隴州刺史・御正大夫・小司馬を歴任した。宣帝のとき、洛州刺史となった。
580年、楊堅が丞相となり、尉遅迥が乱を起こすと、洛陽の梁康・邢流水らが呼応して挙兵し、10日ほどで1万人あまりを集めた。洛州治中の王文舒はひそかに梁康と結んで元亨を捕らえようとした。元亨はその計画を察知して、関中の兵2000人を集め、王文舒を捕らえて斬り、梁康・邢流水を襲撃して撃破した。581年、隋が建国されると、太常卿に任ぜられた。まもなく衛州刺史として出向し、大将軍の位を加えられた。刺史として在職すること8年、官吏や民衆にしたわれ、老病を理由に隠退を願い出ると、官吏が上表して留任を求めた。元亨の病が重くなり、長安に帰ることを願い出ると、文帝は医薬を持たせた使者を派遣して、容態を診させた。1年あまりして、家で死去した。享年は69。諡を宣といった。

## 伝記資料
- 『隋書』巻54 列伝第19
- 『北史』巻15 列伝第3